# Aknalicz
Aknalicz – wieś w Armenii, w prowincji Armawir. W 2011 roku liczyła 2566 mieszkańców.
W wiosce znajduje się otwarta we wrześniu 2019 roku świątynia Quba Mere Diwane – w chwili oddania do użytku największa świątynia jezydów na świecie.